# Пассаде (река)
Пассаде (нем. Passade) — река в Германии, протекает по земле Северный Рейн-Вестфалия. Площадь бассейна реки составляет 68,016 км², длина реки — 15,1 км.
Долина реки вместе с притоками частично охраняется как культурный ландшафт. Ценность представляют в том числе исторические мельницы и мельничные каналы, такие как Eickernmühle (в районе Фоссхайде города Лемго), Ortmühle, а также места мергелевых разработок.